# WWE SmackDown! vs. Raw
WWE SmackDown! vs. Raw, noto in Giappone come Exciting Pro Wrestling 6, è un videogioco di wrestling del 2004, sviluppato da Yuke's Future Media Creators e pubblicato da THQ su licenza World Wrestling Entertainment in esclusiva per PlayStation 2. Si tratta del primo capitolo della serie WWE SmackDown vs. Raw.

## Modalità di gioco
Il videogioco è simile al suo predecessore, ma presenta alcune aggiunte. Le più evidenti sono il miglioramento grafico ottenuto grazie all'aumento del numero dei poligoni e l'aggiunta del doppiaggio nella modalità stagione da parte dei professionisti della WWE, caratteristica presente in modo minore in WWE SmackDown! Here Comes the Pain. La storyline è simile per ciascun wrestler e differisce solo negli avversari affrontati.
Sono inoltre stati introdotti nuovi elementi di gioco, come dei minigiochi prima e durante il match. Il minigioco prima del match viene scelto dal sistema randomicamente, e può consistere in un test di forza, in un gioco ad abbassare lo sguardo o in una gara di spinta. Ulteriori minigiochi sono stati introdotti, come battaglie a colpi di backhand chop o sculacciate; queste ultime possono essere attivate nei bra and panties match.
È stata implementata anche la possibilità di resistere ad una sottomissione con conteggio arrivando a toccare una delle corde. Nel videogioco sono presenti molti delle arene degli eventi organizzati dalla WWE nel 2003 e 2004.
In WWE SmackDown! vs. Raw i wrestler possono giocare in modalità clean, neutral e dirty, che fanno comparire una barra speciale riempibile con vari azioni in base alla modalità selezionata: selezionando clean la barra si riempirà con diving attack e permetterà di essere invulnerabile a mosse e prese, selezionando dirty la barra si riempirà con colpi bassi o attacchi contro l'arbitro e permetterà di eseguire prese molto potenti.

## Roster
| Superstars | Superstars | Divas                                                    | Divas                   | Leggende | Manager giocabili                                 |
| Raw | SmackDown! | Raw                                                      | SmackDown!              | Leggende | Manager giocabili                                 |
| --- | --- | -------------------------------------------------------- | ----------------------- | --- | ------------------------------------------------- |
| - A-Train - Batista - Chris Benoit - Chris Jericho - Christian - Chuck Palumbo - Edge - Garrison Cade - Kane - Matt Hardy - Randy Orton - Rhyno - Ric Flair - Shawn Michaels - Shelton Benjamin - Tajiri - Triple H | - Big Show - Booker T - Bubba Ray Dudley - Charlie Haas - Chavo Guerrero - D-Von Dudley - Eddie Guerrero - Hardcore Holly - John Bradshaw Layfield - John Cena - Kurt Angle - Mark Jindrak - René Duprée - Rey Mysterio - Rico - Rob Van Dam - Scotty 2 Hotty - The Undertaker | - Molly Holly - Stacy Keibler - Trish Stratus - Victoria | - Sable - Torrie Wilson | - André the Giant - Bret Hart - Brutus Beefcake - Jimmy Snuka - Mankind - Masked Kane - Road Warrior Animal - Road Warrior Hawk - The Rock - Roddy Piper - The Undertaker '90 | - Jonathan Coachman - Paul Heyman - Vince McMahon |

### Campioni
Raw
- World Heavyweight Champion: Randy Orton
- World Tag Team Champions: Chris Benoit & Edge
- WWE Intercontinental Champion: Chris Jericho
- WWE Women's Champion: Trish Stratus

SmackDown!
- WWE Champion: John Bradshaw Layfield
- WWE Tag Team Champions: Bubba Ray Dudley & D-Von Dudley
- WWE United States Champion: Booker T
- WWE Cruiserweight Champion: Rey Mysterio

## Arene
- Raw
- SmackDown!
- Heat
- Velocity
- Armageddon
- Backlash
- Bad Blood
- Judgment Day
- No Mercy
- No Way Out
- Royal Rumble
- SummerSlam
- Survivor Series
- Unforgiven
- Vengeance
- WrestleMania XX

## Colonna sonora
- Alone - Zebrahead
- Bonecracker - Shocore
- Bottom Line - Swollen Members
- Bring the Noise - Public Enemy & Anthrax
- Can't Stop - PreThing
- Chasing After - Tantric
- Falling Apart - Zebrahead
- Firefly - Breaking Benjamin
- Last Night on Earth - Powerman 5000
- Polyamorous - Breaking Benjamin
- Riot Time - Powerman 5000
- Superstars - Styles of Beyond
- The Angle - Core
- The Way It Is - Powerman 5000
- When World's Collide - Powerman 5000